# Перуджа (провинция)
Перу́джа (итал. Provincia di Perugia) — провинция в Италии, в регионе Умбрия.

## География
Провинция Перуджа расположена в центральной части государства и занимает северную и центральную часть Умбрии. По Перудже проходит река Тибр. В этой области произрастают виноград и оливки. Здесь находится самое большое озеро центральной Италии, Тразименское озеро, на котором расположено три острова — Пальвезе, Маджоре и Миноре. Озеро в окружности имеет около 30 миль, однако достаточно мелкое.

## История

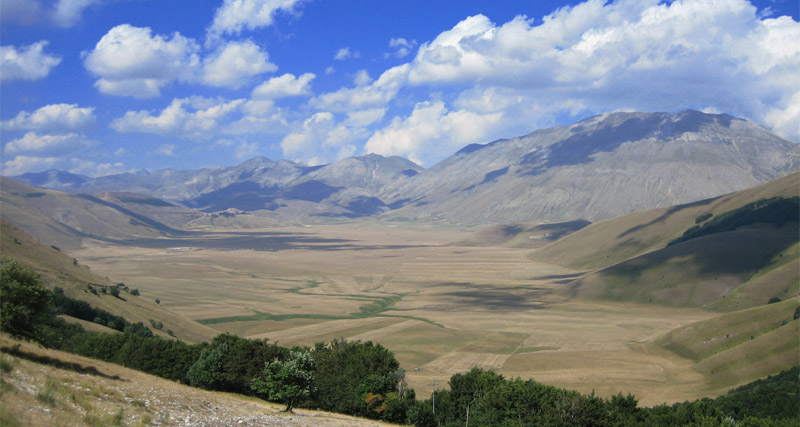

Перуджа основана этрусками в VI веке до н.э. Согласно сведениям 1840 года, Перуджа поставляла более половины того мяса, которое потребляли в Риме. Среди папских областей Перуджа была 4-й по значимости. В 1860 году была включена в Королевство Италии как провинция Умбрия. В 1921 году провинция была разделена на две — Терни и Перуджу.

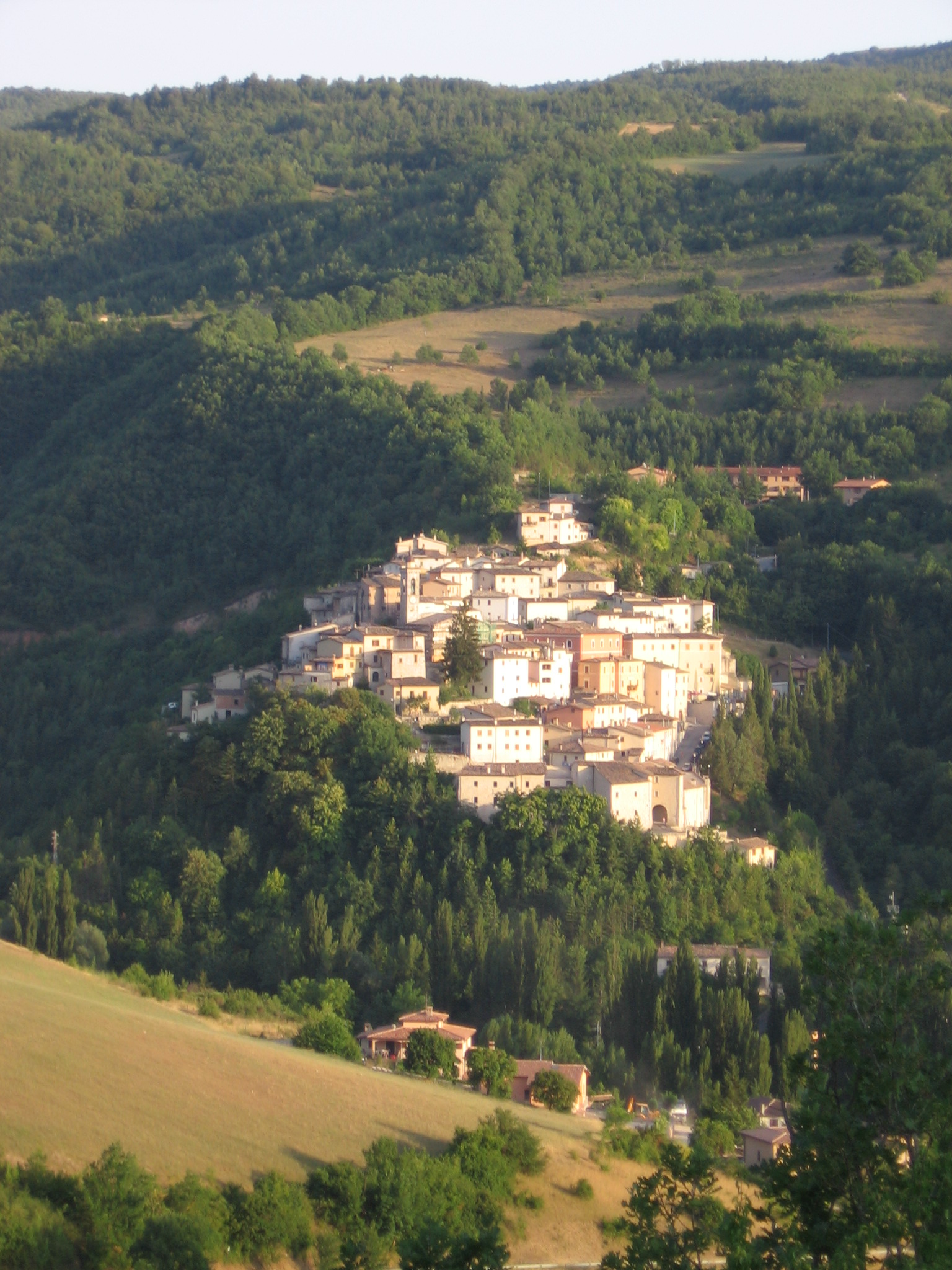

## Население
По оценке на 2019 год в районе Перуджа живет около 656 382 жителей. Плотность населения около 103,58 чел./км². Тем не менее, она значительно выше у долины реки Тибр, в то время как в горных районах она значительно ниже.
Кроме итальянского населения, в районе проживает большое количество иммигрантов из всех уголков мира.

## Муниципалитеты и поселения
В районе Перуджа есть 59 муниципалитетов.
Главный город округа — это Перуджа (165.000 чел.) в центральной части района. Вторым по значимости и величине является город Фолиньо (57 000 человек) на востоке района.

## Туристические достопримечательности
В провинции расположены средневековые замки и крепости. Среди самых известных — фонтан Маджоре, Национальная галерея Умбрии, храм Минервы, который относится к 1 веку до н.э., кафедральные соборы Сан-Лоренцо и Сан-Бернардино, базилики Санта-Мария-дель-Анджело и Сен-Клер, колокольня св. Петра, Францисканский Путь Мира (путь, пройденный святым Франциском в 1206 году, соединяет Ассизи и Губбио). В базилике Сан-Доменико размещены работы и статуи художников Перуджи. Известен также замок времён античности Пьяцца Матеотти, Палаццо дель Унсерита Векья, XV века, Палаццо де Приори (XIII века), верхняя базилика св. Франциска.